# Maritime Futsal Augusta 2018-2019
Questa pagina raccoglie i dati riguardanti il Maritime Futsal Augusta, squadra di calcio a 5 militante in serie A, nelle competizioni ufficiali della stagione 2018-2019.

## Trasferimenti

### Sessione estiva
| Francesco Bartilotti | Sammichele       |
| Thiago Bissoni       | Halle-Gooik      |
| Cabreúva             | Atlântico        |
| Caio Japa            | Sporting Lisbona |
| Rodolfo Fortino      | Sporting Lisbona |
| Leandro Simi         | São José         |
| Altre operazioni     |                  |
| Luca Centorrino      | Meta             |

| Lucas Braga         | Faventia       |
| Chimanguinho        | Real Rieti     |
| Éverton             | ritirato       |
| Alejandro Lemine    | Ribera Navarra |
| José Ruiz           | Valdepeñas     |
| Altre operazioni    |                |
| Leonardo Costamanha | Real Parco     |
| Adriano De Camillis | Marigliano     |
| Salvatore Murò      | Real Parco     |

### Sessione invernale
| Patrick Nora | svincolato |
| Pica Pau     | Blumenau   |

| Cabreúva          | svincolato    |
| Rodolfo Fortino   | Città di Asti |
| Mancuso           | Italservice   |
| Davide Putano     | Real Rieti    |
| Davide Spampinato | Meta Catania  |
| Altre operazioni  |               |
| Gabriel Motta     | Arzignano     |

## Organico

### Prima squadra
| N° | Naz.               | Ruolo | Sportivo             | Anno     |  |  |
| -- | ------------------ | ----- | -------------------- | -------- |  |  |
| 3  | Brasile (bandiera) | POR   | Carlos Dalcin        | 10.11.92 |  |  |
| 6  | Italia (bandiera)  | DIF   | Luca Rossi           | 23.07.96 |  |  |
| 5  | Brasile (bandiera) | DIF   | Filipe Follador      | 29.07.88 |  |  |
| 7  | Italia (bandiera)  | LAT   | Davide Spampinato    | 25.12.88 |  |  |
| 9  | Brasile (bandiera) | PIV   | Mancuso              | 01.06.88 |  |  |
| 11 | Brasile (bandiera) | PIV   | Leandro Simi         | 29.10.77 |  |  |
| 12 | Brasile (bandiera) | LAT   | Cabreúva             | 29.12.83 |  |  |
| 13 | Brasile (bandiera) | PIV   | Márcio Zanchetta     | 04.05.83 |  |  |
| 17 | Brasile (bandiera) | LAT   | Manoel Crema         | 01.10.88 |  |  |
| 20 | Brasile (bandiera) | PIV   | Rodolfo Fortino      | 30.04.83 |  |  |
| 20 | Brasile (bandiera) | DIF   | Patrick Nora         | 16.05.79 |  |  |
| 21 | Brasile (bandiera) | LAT   | Pedro Guedes         | 07.01.96 |  |  |
| 25 | Brasile (bandiera) | DIF   | Thiago Bissoni       | 03.08.88 |  |  |
| 26 | Italia (bandiera)  | POR   | Davide Putano        | 09.06.85 |  |  |
| 27 | Brasile (bandiera) | DIF   | Caio Japa            | 29.09.83 |  |  |
| ?  | Italia (bandiera)  | POR   | Francesco Bartilotti | 07.11.96 |  |  |
| ?  | Brasile (bandiera) | LAT   | Pica Pau             | 26.10.88 |  |  |

### Under-19
| N° | Naz.               | Ruolo | Sportivo                  | Anno     |  |  |
| -- | ------------------ | ----- | ------------------------- | -------- |  |  |
| 1  | Italia (bandiera)  | POR   | Luca Centorrino           | --.--.99 |  |  |
| 15 | Italia (bandiera)  | LAT   | Salvatore Alì             | 09.07.99 |  |  |
| 77 | Italia (bandiera)  | LAT   | Giancarlo Selucio         | 24.10.98 |  |  |
| 96 | Brasile (bandiera) | LAT   | Gabriel Motta             | 16.08.99 |  |  |
| ?  | Brasile (bandiera) | UNI   | Lucas de Freitas Siqueira | 22.07.00 |  |  |
| ?  | Italia (bandiera)  | LAT   | Domenico Gianino          | 07.08.00 |  |  |
| ?  | Italia (bandiera)  | LAT   | Gabriele Pulvirenti       | 24.05.00 |  |  |